# Plexippoides regius
Plexippoides regius (em coreano:  왕어리두줄깡충거미) é uma espécie de aranha da família Salticidae e do gênero Plexippoides [en]. Descrita pela primeira vez por Wanda Wesołowska [en] em 1981, com base em espécimes da Coreia do Norte, sua distribuição natural abrange também China, Rússia e Coreia do Sul, com registros até a província de Sujuão. Essa aranha de pequeno porte tem comprimento corporal entre 6,9 e 8,65 mm, sendo as fêmeas geralmente maiores que os machos. É caracterizada por duas linhas marrons que se estendem pelo dorso da carapaça e do opistossoma, o que inspirou seu nome em coreano. A coloração varia, com alguns indivíduos apresentando carapaça laranja ou marrom-amarelada e outros, marrom-escura. O macho possui um êmbolo longo que circunda o bulbo palpal [en]. A fêmea tem ductos seminais complexos que levam a espermatecas fortemente esclerotizadas [en] e com múltiplas câmaras.

## Taxonomia
Plexippoides regius é uma espécie de aranha-saltadora descrita em 1981 por Wanda Wesołowska. É uma das mais de 500 espécies identificadas pela aracnologista polonesa. Inicialmente, ela a descreveu como nomen nudum, inserindo-a no gênero Plexippoides. O gênero foi proposto por Jerzy Prószyński [en] em 1977, mas só foi completamente circunscrito em 1984. O nome do gênero, derivado do grego, significa "de forma semelhante a plexippus", termo que pode ser traduzido como "golpear ou conduzir cavalos". Na Ilíada de Homero, plexippus era o nome de diversos heróis. O gênero relacionado Plexippus [en] foi estabelecido por Carl Ludwig Koch em 1846.
Em 2003, Wayne Maddison [en] e Marshall Hedin identificaram uma relação filogenética entre cerca de 800 espécies de aranhas-saltadoras, agrupadas como Plexippoida. Esse grupo foi consolidado como a tribo Plexippini [en] por Maddison em 2015. O gênero Plexippoides foi alocado na subtribo Plexippina, dentro da tribo, que, por sua vez, integra o clado Saltafresia. O gênero foi incluído no subclado Simonida, nomeado em homenagem ao aracnologista francês Eugène Simon. Em 2016, Prószyński agrupou Plexippoides com outros 40 gêneros no grupo Hyllines, nomeado em referência ao gênero Hyllus. Análises genéticas indicam que a espécie é próxima dos gêneros Evarcha [en] e Telamonia [en].
Na Coreia, a aranha é conhecida como wangeoridujulkkangchunggeomi (em coreano:  왕어리두줄깡충거미). Prószyński sugeriu que aranhas identificadas como Helicius kimjoopili na Coreia pertencem, na verdade, a esta espécie. Isso foi confirmado, e Plexippoides joopili é agora um sinônimo de Plexippoides regius.

## Descrição
Plexippoides regius é uma aranha-saltadora de pequeno porte. O macho tem comprimento corporal entre 6,9 e 8,55 mm. O corpo é dividido em duas partes principais: um cefalotórax alongado e um opistossoma oval, mais estreito na parte posterior. O cefalotórax mede entre 3,3 e 3,91 mm de comprimento e, geralmente, entre 2,5 e 2,8 mm de largura. A carapaça, parte superior endurecida do cefalotórax, varia entre os indivíduos, sendo laranja ou marrom-amarelada em alguns e marrom-escura em outros. Todos possuem um campo visual muito escuro, quase preto. Duas faixas marrons marcam a carapaça, estendendo-se dos olhos até a parte posterior. O esterno, parte inferior, varia de amarelo a marrom. As quelíceras são marrom-avermelhadas, e o restante das peças bucais é marrom. A aranha possui dois dentes frontais e um dente posterior. O opistossoma, de formato oval, mede entre 3,59 e 4,07 mm de comprimento e cerca de 2,2 mm de largura, com coloração marrom-amarelada. A face superior é amarela, com duas faixas marrons que se estendem de ponta a ponta e um padrão em ziguezague nas bordas. A face inferior é marrom-amarelada, coberta densamente por pelos escuros. As pernas e as fieiras são marrom-amareladas, com as patas apresentando cerdas espinhosas densas. Os pedipalpos são amarelos, com um címbio largo que se estende até a ponta da apófise. A apófise tibial é notavelmente esclerotizada. O bulbo palpal é quase esférico, com um êmbolo longo e central que o circunda.
A fêmea tem comprimento corporal entre 7,01 e 8,65 mm. O cefalotórax mede entre 3,59 e 3,91 mm de comprimento e cerca de 2,93 mm de largura, enquanto o opistossoma tem entre 3,91 e 4,56 mm de comprimento e aproximadamente 2,57 mm de largura. A forma do corpo e as marcações são semelhantes às do macho. A carapaça laranja apresenta duas faixas marrom-claras similares às do macho, e o opistossoma exibe um padrão semelhante, porém mais claro. As pernas e fieiras são igualmente marrom-amareladas. As quelíceras são laranja, e a face, ou clípeo, é amarela. O esterno é marrom-amarelado claro, em forma de escudo, truncado na frente. O epígino é oval, de tamanho médio, com uma depressão na parte frontal onde estão as aberturas copulatórias. Essas aberturas levam a ductos de inseminação muito enrolados. As espermatecas são altamente esclerotizadas e complexas, com várias câmaras.
Em termos de forma, Plexippoides regius é típica do gênero, mas pode ser distinguida de outras espécies pelas duas faixas que marcam o opistossoma, refletidas no nome da espécie em coreano.

## Distribuição e habitat
Plexippoides regius é encontrada na China, Coreia e Rússia. O holótipo foi coletado na província de Hamgyong do Norte, na Coreia do Norte, em 1970. Outros espécimes foram identificados em áreas como a província de Hamgyong do Sul. A aranha foi observada nas cidades de Chongjin em 1987 e Pyongyang em 1990, esta última perto do túmulo do rei Tongmyŏng. Posteriormente, foi registrada em quatro locais florestais na Coreia do Sul.
O primeiro exemplar de Plexippoides regius encontrado na Rússia foi descoberto no krai do Litoral em 1979, mas só foi identificado como pertencente a esta espécie em 1984. Outros registros foram feitos no krai de Khabarovsk. Na China, a espécie foi registrada a partir de 2002 em Honã, com espécimes coletados em Baligou [en], no Parque Florestal Nacional de Huaiheyuan e nas regiões ao redor do Monte Song. Em 2006, novas descobertas foram feitas, incluindo áreas rurais do condado de Tongbai [en]. A aranha também foi encontrada em Dengfeng, Huixian [en], Xinyang, Linzhou [en], Luanchuan [en], Lushi [en], Neixiang [en], Song [en], Jiyuan [en] e Yiyang. Fora de Honã, foi observada em Pequim e nas províncias chinesas de Anhui, Hebei, Hubei, Jilin, Xanxim, Sujuão e Zhejiang.
A aranha habita campos montanhosos e de planície, prosperando tanto em árvores quanto em folhas de grama É frequentemente encontrada em arbustos e moitas.

### Citações
1. 1 2 3  World Spider Catalog (2017). «Plexippoides regius Wesolowska, 1981». World Spider Catalog. 18.0. Bern: Natural History Museum. Consultado em 28 de julho de 2017
2. ↑  Wiśniewski 2020, p. 6.
3. ↑  Prószyński 1984, p. 400.
4. ↑  Prószyński 1984, p. 399.
5. ↑  Scarborough 1992, p. 114.
6. ↑  Prószyński 1976, p. 17.
7. ↑  Maddison 2015, p. 250.
8. ↑  Maddison 2015, p. 280.
9. ↑  Maddison 2015, p. 246.
10. ↑  Prószyński 2017, p. 35.
11. ↑  Zhang et al. 2023, pp. 122, 123.
12. 1 2  Kim & Lee 2014, p. 119.
13. ↑  Kwon et al. 2014, p. e150.
14. ↑  Prószyński 2016, p. 23.
15. 1 2 3  Zhang, Peng & Zhang 2022, p. 353.
16. 1 2 3  Wesołowska 1981, p. 73.
17. 1 2  Peng 2020, p. 329.
18. ↑  Zhu & Zhang 2011, p. 500.
19. 1 2  Kim & Lee 2014, p. 120.
20. ↑  Wesołowska 1981, p. 74.
21. 1 2  Namkung 2003, p. 571.
22. ↑  Logunov & Marusik 2000, p. 288.
23. ↑  Kwon et al. 2014, p. e152.
24. ↑  Dunin 1984, p. 137.
25. ↑  Logunov & Koponen 2000, p. 81.
26. ↑  Zhu & Zhang 2011, p. 501.